# 瀨戶停車區
瀨戶停车区（平假名：せとパーキングエリア）是位於岡山縣岡山市東區的山陽自動車道之休息區。

## 連接道路
- 山陽自動車道

## 歷史
- 1993年12月16日 - 山陽自動車道備前IC至岡山IC之間開通，此休息區也同時啟用。

## 休息區設施
- 上行線（姬路、神戶、淡路、大阪方向）
  - 停車場
    - 小型車：19台
    - 大型車：65台

  - 廁所
    - 男士 大型4（和式3、西式1）、小型15
    - 女士 19（和式14、西式5）
    - 輪椅人士專用 1

  - 小食販賣（7:30-20:00）
  - Kira Irish便利店（24小時）
  - 手提電話充電站（24小時）
  - 公路資訊
- 下行線（岡山、四國、尾道、廣島、山口方向）
  - 停車場
    - 小型車：25台
    - 大型車：67台

  - 廁所
    - 男士 大型4（和式3、西式1）、小型15
    - 女士 19（和式14、西式5）
    - 輪椅人士專用 1

  - FamilyMart Re SPOT（24小時）
    - 自動櫃員機

  - 商店（7:30-19:30）
  - 手提電話充電站（24小時）

## 鄰近設施
山陽自動車道
(12)和氣IC - 瀨戶停车区 - (12-1)瀨戶JCT（建設中） - (13)山陽IC

## 相關項目
- 日本服務區與休息區一覽

## 外部連結
- 西日本高速道路株式會社 （页面存档备份，存于）（日語）